# Mr. Lordi
Mr. Lordi, właściwie Tomi Petteri Putaansuu (ur. 15 lutego 1974 w Rovaniemi) – fiński muzyk rockowy, założyciel, wokalista i autor tekstów zespołu Lordi. Zajmuje się także rysowaniem scenorysów oraz komiksów.

## Życiorys
Putaansuu od dziecka interesował się muzyką, filmem oraz rysunkiem. Swoje pasje połączył podczas studiów filmowych, kiedy wyreżyserował swój pierwszy teledysk, w którym wystąpili jego przyjaciele w zaprojektowanych przez niego strojach. Od 1992 roku Putaansuu zajmował się nagrywaniem płyt demo, w swojej muzyce łącząc teksty zainspirowane filmami grozy oraz przebojowość charakterystyczną dla heavymetalowych zespołów lat 80.
W 1996 roku założył zespół Lordi. Dla siebie i pozostałych muzyków stworzył fikcyjne imiona, życiorysy oraz przebrania – kilkukilogramowe stroje zainspirowane horrorami, bez których zespół planował nie pokazywać się publicznie. Do 2002 roku próby znalezienia wytwórni chętnej na wydanie debiutanckiej płyty nie przynosiły skutku. Wtedy to zespołem zainteresowało się fińskie BMG. W Finlandii debiutancki singel „Would You Love A Monsterman?” przez 10 tygodni znajdował się w pierwszej dziesiątce najlepiej się sprzedających, a album „Get Heavy” został wybrany najlepszym w kategorii rock/metal na prestiżowej Emma-gaala 2002.
W 2006 roku zespół Lordi wygrał Konkurs Piosenki Eurowizji ze skomponowaną przez Putaansuu piosenką „Hard Rock Hallelujah”. Tuż po Eurowizji jedna z fińskich gazet opublikowała jego zdjęcie bez maski – wywołało to burzę protestów, a sam Mr. Lordi nazwał to zamachem na wypracowywany przez lata image zespołu.
W 2008 roku w stroju Mr. Lordi’ego pierwszy raz zagrał w pełnometrażowym filmie – horrorze Dark Floors.

## Lordi

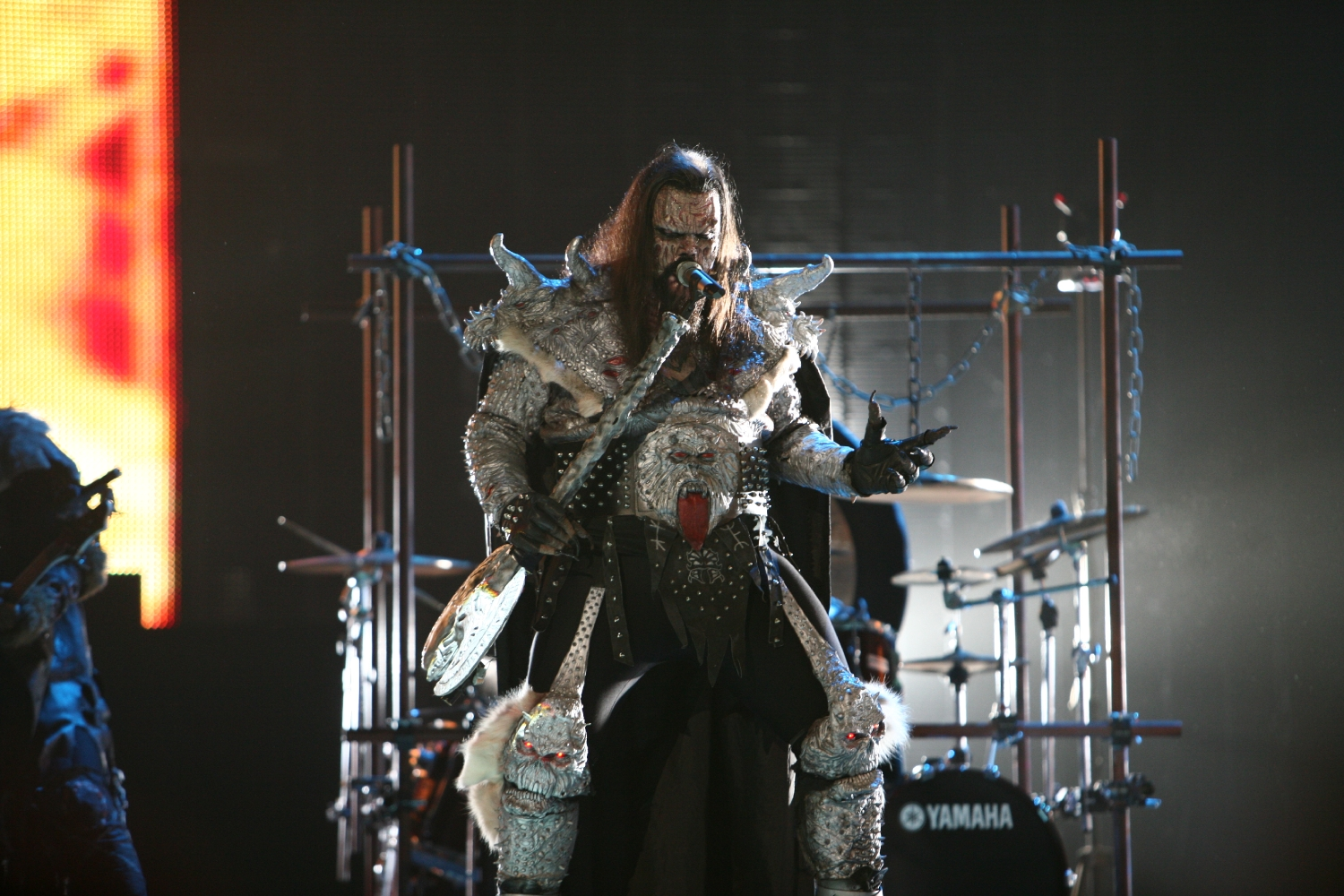
Mr. Lordi

W zespole Lordi Mr. Lordi jest wokalistą, głównym kompozytorem i tekściarzem. Jest też pomysłodawcą strojów wszystkich członków grupy oraz twórcą okładek niektórych płyt.
Jak każdy z muzyków Lordi, także i Mr. Lordi posiada swoją personę.
Mr. Lordi jest określany jako przeklęty władca ciemności. Jego ojciec był Demonem z Południa, a matka Goblinem z Północy. Urodził się w wyniku gwałtu na jego matce podczas najazdu Demonów. Dzięki swoim nadnaturalnym mocom wkrótce pokonał Gobliny i Demony, stając się Władcą Laponii. Podróżując po świecie poznał sojuszników, którzy później stali się członkami zespołu.
Jego strój jest najbardziej skomplikowanym spośród wszystkich w zespole, wobec czego założenie go wymaga ok. 4 godzin. Czasem na koncertach kostium jest uzupełniany o dodatkowe maski (np. skórzana maska Leatherface’a lub hokejowa Jasona Voorheesa), zależnie od wykonywanego utworu.

## Życie prywatne
5 sierpnia 2006 roku Putaansuu ożenił się z Johanną Askolą. Ślub miał odbyć się już w maju, ale został przełożony ze względu na triumf Lordi w Konkursie Piosenki Eurowizji.

## Dyskografia
| Tytuł                                                                         | Rok  | Uwagi                               | Źródło |
| ----------------------------------------------------------------------------- | ---- | ----------------------------------- | ------ |
| Judge Bone’s Original Monstervision Freakshow – Welcome To Hellsinki (singel) | 2007 | śpiew w utworze tytułowym           | [ 5 ]  |
| Martti Servo & Napander – Boogiewoogiereggaepartyrock’n’rollman (singel)      | 2007 | gościnnie śpiew w utworze tytułowym | [ 6 ]  |

## Filmografia
- The Kin jako Mr. Lordi (2004)
- Dark Floors jako Mr. Lordi (2008)
- Kuorosota jako Juror (2011)